# Szarajevó rózsája

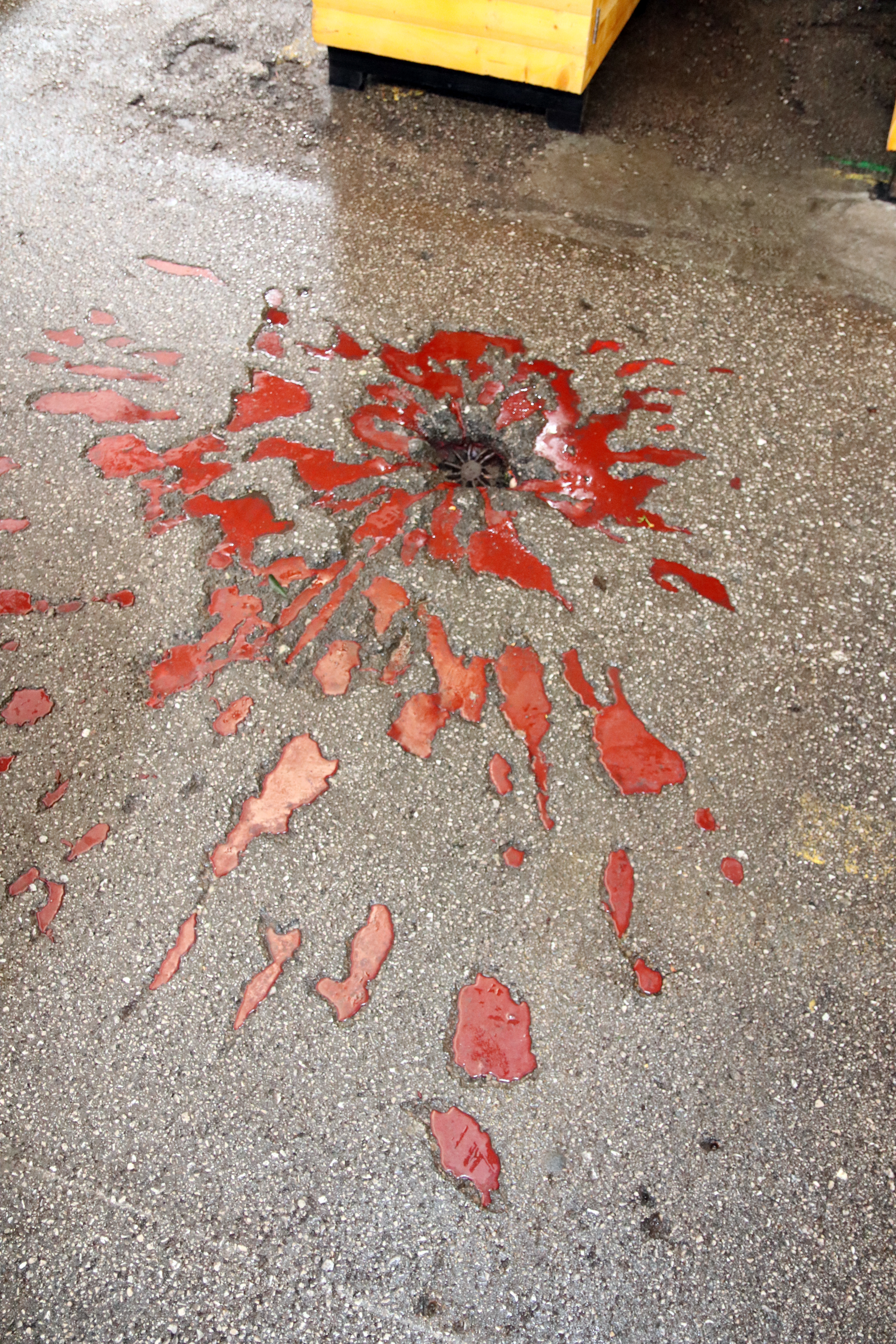
Robbanás nyoma a Markale-piacnál. A piac bombázásai több, mint 100 civil áldozatot követeltek

Szarajevó rózsáinak hívják azokat a vörös színű gyantával kitöltött útburkolati sérüléseket, amiket a boszniai háborúban aknavetőgránátok okoztak Szarajevóban. Az aknavetőgránátok robbanásakor egyedi, szinte virágszerű nyomot hagytak az aszfaltban. A háború után azokat a sérüléseket, amelyek mellett emberek is meghaltak, vörös gyantával töltötték ki. Ez egy rózsára emlékeztető forma, melynek vörös színe jelképezi az ott elhunytak vérét.
A boszniai háború egyik központi hadszíntere a főváros volt. A jugoszláv néphadsereg 1992. május 2-án vette ostrom alá a várost, majd elzárta mindenfajta utánpótlástól. A szerb tüzérség folyamatosan bombázta a polgári lakosságot. Egy átlagos napon 300-nál is több ilyen kráter keletkezett.

## Fordítás
- Ez a szócikk részben vagy egészben  a   Sarajevo Rose című angol Wikipédia-szócikk fordításán alapul.  Az eredeti cikk szerkesztőit annak laptörténete sorolja fel. Ez a jelzés csupán a megfogalmazás eredetét és a szerzői jogokat jelzi, nem szolgál a cikkben szereplő információk forrásmegjelöléseként.